# Pabellón Moisés Ruiz
El Pabellón Moisés Ruiz es un pabellón polideportivo municipal de la ciudad de Almería (España) inaugurado en 2005. Se encuentra en la esquina de la carretera de Ronda con la carretera de Níjar. Recibe el nombre del primer entrenador del Unicaja Almería. Actualmente tiene una capacidad para 2.000 personas. 
El Unicaja Almería de voleibol disputa sus partidos en este polideportivo desde la temporada 2008-09. También es sede del Club de Baloncesto Almería.
En la planta baja se sitúan los vestuarios, gimnasio, pista de calentamiento y salas de usos múltiples. La planta primera está destinada a usos administrativos. La planta segunda se reserva para otra sala de usos múltiples (sala VIP, tatami, etc.) y la instalación de un bar-cafetería con unas excelentes vistas a la ciudad y con la posibilidad de usar una terraza exterior. Todos los espacios están perfectamente comunicados y son fácilmente accesibles mediante las numerosas rampas y conexiones que existen entre ellos.porque

## XXV Juegos del Mediterráneo
El edificio, de casi 6.000 m², responde a un complejo programa que incorpora el uso deportivo y administrativo. Un edificio versátil construido para los XXV Juegos del Mediterráneo Almería 2005 y que puede albergar el mayor número de usos deportivos. En su cancha se han celebrado, además de la gimnasia rítmica y una parte del voleibol de los Juegos del Mediterráneo del 2005.